# Al-Namrood
Al-Namrood ist eine Extreme-Metal-Band aus Saudi-Arabien, die 2008 in der Provinz asch-Scharqiyya gegründet wurde.

## Geschichte und Hintergrund
Die Band wurde 2008 vom damaligen Sänger Mukadars und Keyboarder Ostron mit dem Ziel, Metal mit orientalischer Volksmusik zu kombinieren, gegründet. Wenig später stieg Mephisto als Gitarrist und Bassist bei der Band ein. Er schlug auch vor, den Metal-Charakter bei den Kompositionen Al-Namroods auf Extreme Metal zu beschränken, wodurch der heutige Stil der Band entstand.
Die Band stellt eine der wenigen Gruppen dar, die im Nahen Osten Fuß fassen konnte. Sie ist zurzeit noch sehr stark im Underground tätig, hat jedoch, vor allem regional, einen kleinen Bekanntheitsgrad erreichen können. Der Bandname leitet sich von einer historischen Herrscherfigur Arabiens mit Namen Nimrod ab, die auf eine grausame Art und Weise Menschenopfer forderte.
Al-Namrood steht beim kanadischen Metal-Label Shaytan Productions unter Vertrag, das sich ausschließlich auf orientalische Musik aus dem Black-Metal- und Dark-Ambient-Milieu spezialisiert hat. Im Jahr 2020 erschien mit Wala’at das inzwischen siebte Studioalbum, welches wie alle anderen zuvor auch, im eigenen Heimstudio aufgenommen wurden.
Die Musiker haben in der Vergangenheit überlegt, das Land zu verlassen und ins Exil zu gehen. Allerdings seien die Anforderungen der Einreisegesetze zu hoch. Einen Status als Fluchtsuchende zu beantragen lehnen die Musiker allerdings ab.

## Stil
Die Band verbindet den hypnotischen Stil norwegischer Black-Metal-Gruppen mit orientalischer Perkussion. Der geröchelte beziehungsweise grollende Gesang erschwert das Verstehen der aus Sicherheitsgründen nicht veröffentlichten Texte. Die Texte sind allesamt in arabischer Sprache geschrieben, werden aber nicht abgedruckt veröffentlicht.
Auch finden klassische arabische Musikinstrumente wie Oud und Kanun in der Musik Al-Namroods Verwendung.
Die Band richtet sich gegen Tyrannei, soziale Ungerechtigkeit und religiöse Knechtschaft. Dem Vorwurf, Al-Namrood bete den Teufel an, entgegnet Mephisto: „Der Teufel existiert nicht.“

## Diskografie

### Demos
- 2008: Atba’a Al-Namrood (Shaytan Productions)
- 2013: Jaish Al-Namrood (Shaytan Productions)

### Splits
- 2008: Narcotized (Split mit Ayyur und Dhul-Qarnayn; Salute Records)
- 2015: Akyr Zaman/Tajer Al Punqdia (Split mit Darkestrah; Shaytan Productions)

### Alben
- 2009: Astfhl Al Tha’r (Shaytan Productions)
- 2010: Estorat Taghoot (Shaytan Productions)
- 2012: Kitab Al-Awthan (Shaytan Productions)
- 2013: Jaish Al-Namrood (Shaytan Productions)
- 2014: Heen Yadhar Al Ghasq (Shaytan Productions)
- 2015: Diaji Al Joor (Shaytan Productions)
- 2017: Enkar (Shaytan Productions)
- 2018: 10 Years of Resistance (Shaytan Productions)
- 2020: Wala’at (Shaytan Productions)
- 2022: Worship the Degenerate (Shaytan Productions)
- 2024: Al-Aqrab (Shaytan Productions)

### EPs
- 2015: Ana Al Tughian (Shaytan Productions)